# Я не беру трубку (пісня)
«Я не беру трубку»  — пісня української співачки Тіни Кароль з її четвертого студійного альбому «9 жизней». Як  сингл випущений 20 липня 2012 року.

## Опис
Пісня "Я не беру трубку" - стала  синглом альбому "9 жизней" Тіни Кароль. Автор пісні - Сергій Поздняков 

## Відеокліп
Режисером кліпу виступив Алан Бадоєв .
"Монтаж цього кліпу Тіни я робив більше місяця, мій відеоінженер хотів застрілитися)) Усіх підтримувала Тіна, танцювала у монітора і підбадьорювала", - написав Алан у своєму Twitter, додавши, що кліп Тіни Кароль - це "потік ламаної яскравої, жіночої логіки".

## Список композицій
| Цифрове завантаження, стримінг | Цифрове завантаження, стримінг | Цифрове завантаження, стримінг | Цифрове завантаження, стримінг | Цифрове завантаження, стримінг |
| #                              | Назва                          | Автор слів                     | Автор музики                   | Тривалість                     |
| ------------------------------ | ------------------------------ | ------------------------------ | ------------------------------ | ------------------------------ |
| 1.                             | «Я не беру трубку»             | Сергій Поздняков               | Сергій Поздняков               | 3:58                           |

## Live виконання
2011 р. "Я не беру трубку" -  сольний концерт в Києві
2011 р. "Я не беру трубку" -  День Народження телеканалу Інтер 